# Доброплодно
Добропло́дно (болг. Доброплодно) — село у Варненській області Болгарії. Входить до складу общини Ветрино.

## Населення
За даними перепису населення 2011 року у селі проживали 854 особи.
Національний склад населення села:
| Національність   | Кількість осіб | Відсоток |
| ---------------- | -------------- | -------- |
| болгари          | 384            | 55,3%    |
| турки            | 250            | 36,0%    |
| цигани           | 53             | 7,6%     |
| інша             | 3              | 0,4%     |
| не визначились   | 4              | 0,6%     |
| Всього відповіли | 694            |          |

Розподіл населення за віком у 2011 році:
Динаміка населення: